# D306 (Rhône)
De D306 is een departementale weg in het Franse departement Rhône. De weg bestaat uit drie delen. Het eerste deel loopt van de grens met Saône-et-Loire via Villefranche-sur-Saône naar Limonest. Het tweede deel loopt van Limonest naar Lyon. Het derde deel loopt van Bron naar de grens met Isère. In Saône-et-Loire loopt de weg verder als D906 naar Mâcon en Parijs. In Isère loopt de weg als D1006 verder naar Chambéry en Turijn.

## Geschiedenis
Oorspronkelijk was de D306 onderdeel van de N6. In 2006 werd de weg overgedragen aan het departement Rhône, omdat de weg geen belang meer had voor het doorgaande verkeer vanwege de parallelle autosnelwegen A6 en A43. De weg is toen omgenummerd tot D306.